# Геронтопласты
Геронтопласты (от др.-греч. γέρων — старец и πλαστός — вылепленный) — пластиды увядающих и стареющих тканей. Образуется из обычных хлоропластов, которые подвергаются ряду изменений в процессе старения. Их отличительные черты — округлая форма, меньший по сравнению с нормальными хлоропластами размер и большое количество пластоглобул
.

## Превращение хлоропластов в геронтопласты
Термин геронтопласт был впервые использован Питером Ситте в 1977 году для обозначения необычных свойств пластиды, образующейся в процесс физиологического старения листа. В ходе этого процесса происходит запрограммированная реорганизация всех органелл клетки. Хлоропласты — последние органеллы, которые остаются в клетке, в то время как остальные органеллы уже разрушены. Образование геронтопласта из хлоропласта включает ряд значительных структурных модификаций тилакоидной мембраны, разборку гран и сопутствующее образование большого количества пластоглобул, заполненных липофильными веществами. Полагают, что пластоглобулы содержат жирорастворимые продукты распада тилакоидных мембран, окружённые липидной оболочкой. Однако, мембрана хлоропласта в ходе этого процесса остаётся неизменной.
Основная функция геронтопластов — осуществлять контроль разборки фотосинтетического аппарата в процессе физиологического старения. Этот контроль необходим по двум причинам. Во-первых, хлоропласты содержат приблизительно 75 % всего белка листьев, большая часть которого представлена хлорофилл-связывающими тилакоидными белками и Рубиско, а значит катаболизм и повторное использование этого белка позволят растению сохранить ценные азот и аминокислоты, столь необходимые для роста и развития других органов. Во-вторых, хлорофилл и промежуточные метаболиты его распада и синтеза — мощные фотосенсибилизаторы и потенциально токсичные вещества. Это значит, что они должны быть отделены от остального содержимого клетки, чтобы не мешать эффективному распаду и транспорту белка из листьев. Конечные продукты распада хлорофилла откладываются в вакуоли.